# Jacob B. Winsløw
Jacob Benignus Winsløw, også kendt som Jacques-Bénigne Winslow (født 1669 i Odense – død i 1760 i Paris) var en dansk-fransk anatom.
Han var den ældste af 13 børn. Faderen, Peder Jakopsen Winsløw, var præst i Vor Frue Kirke i Odense. Navnet Winsløw stammer fra den skånske by af samme navn, hvor faderen var født. Jacob Winsløw blev student fra Odense Latinskole og begyndte senere at læse teologi ved Københavns Universitet, men her fik han imidlertid hurtigt smag for naturvidenskab i stedet.
Hans redegørelse for menneskekroppens struktur var banebrydende inden for deskriptiv anatomi, idet han holdt sig til en nøgtern beskrivelse og ikke baserede sig på hypotetiske teorier. Desuden refererede han ikke til tidligere anatomers værker. Samtidig bidrog William Cheselden i London, Alexander Monro Primus i Edinburgh og Bernhard Siegfried Albinus i Leiden med deres værker til at gøre anatomien til en mere deskriptiv videnskab. 
Winsløw blev uddannet hos Oluf Borch i 1691-1695 og fik sin bachelor i 1693. Han arbejdede under Københavns bedste kirurg, Johannes de Buchwald og senere under Thomas Bartholin. Winsløw fik et kongeligt stipendium i 1697 og tog til Leyden i Nederlandene sammen med Johannes de Buchwald. Efter studieopholdet i Leyden tog han til Paris, hvor han begyndte at studere anatomi og kirurgi hos Joseph-Guichard Duverney, men studierne blev bremset af en spirituel krise. Winsløw konverterede til katolicismen under vejledning af den kendte biskop Jacques-Bénigne Bossuet, efter omfattende overvejelser og læsning, bl.a. af Bossuet's værk "Histoire des variations des églises protéstantes". Man kan læse om hans liv, og specielt hans overvejelser omkring trosskiftet, i hans selvbiografi (se referencer).
I oktober 1704 fik Winsløw et medicinsk licentiat på Hôtel-Dieu og opnåede samtidig autorisation til at virke som fysiolog i Paris. Han blev doktor i medicin i 1705 og blev i 1707 medlem af det videnskabelige selskab. Samme år blev han professor i anatomi. I 1709 blev han fysiolog ved Hôpital Général og Bicêtre, og i 1728 blev han docteur-régent ved Paris' medicinske fakulutet. Det fulde professorat opnåede han i 1743, da han blev professor anatomicus ved Jardin du Roi. Den post beholdt han frem til 1758, hvor han gik på pension grundet døvhed. Han boede i Paris til sin død. Han er begravet i kirken Saint-Étienne-du-Mont. 
I Odense er en vej og et kollegium – begge i nærheden af Odense Universitetshospital – i dag opkaldt efter bysbarnet.